# 安達良助
安達 良助（あだち りょうすけ、1908年（明治41年）9月20日 - 1967年（昭和42年）5月11日）は、昭和期の実業家、政治家。参議院議員。

## 経歴
山形県山形市出身。東京帝国大学を中退した。
1933年（昭和8年）山形県履物組合連合会理事に就任。その他、山形県桐樹奨励会理事、同木履工業組合理事、同桐材統制組合理事、山形県桐材(株)監事、山形県下駄統制組合理事長、同桐紙工業組合理事長、日本木履製造組合連合会常任理事、山形市体育会理事、山形県体育協会理事などを務めた。
1947年（昭和22年）4月の第1回参議院議員通常選挙に全国区から民主党公認で出馬して当選（補欠、任期3年）し、国民民主党に所属し参議院議員を1期務めた。その後、1950年（昭和25年）6月の第2回通常選挙に山形県地方区から無所属で立候補したが落選した。
その他、山形県バスケットボール協会長、同陸上競技連盟会長、東北陸上競技連盟会長、山形商工会議所議員、商工中金山形県総代、山形県履物商工業協同組合理事長、山形市議会議員などを務めた。
1967年（昭和42年）5月11日、死去した。58歳没。同月16日、特旨を以て位記を追賜され、死没日付をもって従五位勲四等に叙され、旭日小綬章を追贈された。